# Partisans (Yougoslavie)
Pour les articles homonymes, voir Partisan, Armée populaire, Armée de libération et Armée de libération nationale.
Les Partisans (Partizan, pluriel Partizani) étaient un mouvement armé de résistance yougoslave d'inspiration communiste qui était dirigé par Josip Broz Tito, et combattit contre l'État indépendant de Croatie, l'Allemagne nazie et l'Italie fasciste durant la Seconde Guerre mondiale.
Mouvement de guérilla au début du conflit, les Partisans renforcèrent leurs capacités militaires au fur et à mesure du conflit. Ils portèrent successivement les noms officiels de Détachements partisans de libération populaire de Yougoslavie (Narodnooslobodilački partizanski odredi Jugoslavije, ou NOPOJ)  de juin 1941 à janvier 1942, puis Détachements partisans de libération populaire et Armée des volontaires de Yougoslavie (Narodnooslobodilačka partizanska i dobrovoljačka vojska Jugoslavije, ou NOP I DVJ) de janvier à novembre 1942, avant d'adopter leur nom définitif d'Armée de libération nationale et  détachements de partisans de Yougoslavie (NOVJ) (serbo-croate : Narodnooslobodilačka vojska i partizanski odredi Jugoslavije; slovène : Narodnoosvobodilna vojska in partizanski odredi Jugoslavije; macédonien : Narodno osloboditelna vojska i partizanski odredi na Jugoslavija, initiales NOV i POJ). En mars 1945, les Partisans devinrent officiellement l'Armée populaire yougoslave, qui fut ensuite l'armée de la Yougoslavie communiste.
Le terme de Partisans désigne exclusivement, dans les pays de l'ex-Yougoslavie et dans le contexte de la Seconde Guerre mondiale, les résistants communistes.

## Contexte
Dans les années 1930, depuis la révolte ratée de 1929 et la dictature du roi Alexandre Ier, les communistes yougoslaves, rassemblés au sein du Parti communiste de Yougoslavie, étaient contraints à l'exil ou à la clandestinité. Le parti s'était progressivement réorganisé, sous la direction de Josip Broz, dit Tito. En avril 1941, après le coup d'État du roi Pierre II contre le régent Paul, les forces de l'Axe envahissent le royaume de Yougoslavie, démantelé en plusieurs états. La répression, organisée notamment en Croatie par les milices Oustachis, incite la population au soulèvement. Les communistes de Tito agissent alors pour organiser des factions anti-fascistes et se préparer à entrer en action. Le pacte germano-soviétique les prive cependant du soutien de l'Union soviétique et les contraint à l'expectative.

## Soulèvement armé et consolidation des troupes
Le 4 juillet 1941, après l'attaque allemande contre l'Union soviétique, les communistes déclenchèrent leur soulèvement armé.
Le développement des partisans se fit d'abord dans l'État indépendant de Croatie de Ante Pavelić (la première unité formée sera baptisée première brigade partisane de Sisak) et dans les régions occupées par le gouvernement collaborateur Serbe. Les Serbes de Croatie et de Bosnie formeront 90 % à 95 % de l'armée des partisans et seront pour la plupart amenés à soutenir ou à rejoindre les Partisans après avoir été chassés de leur maison par les Oustachis.
Le 24 septembre, les Partisans libérèrent la ville d'Užice, baptisant leur place forte, qui englobait l'ouest de la Serbie centrale, du nom de République d’Užice, mais les Allemands massèrent cinq divisions et reprirent la ville le 25 novembre. Les partisans furent en grande partie chassés de Serbie à la date du 1er décembre.
Le 21 décembre, la première Brigade d'assaut prolétaire fut officiellement formée. En 1942, les groupes de partisans communistes furent officiellement fédérés au sein de l'Armée de libération nationale et des détachements de Partisans de Yougoslavie.
Plutôt que comme un mouvement purement communiste, les forces dirigées par Tito se présentèrent sous la bannière d'une large coalition antifasciste, les communistes unissant leurs forces à celles d'autres mouvements de Yougoslavie. Le 26 novembre 1942, le Conseil antifasciste de libération nationale de la Yougoslavie (Antifašističko V(ij)eće Narodnog Oslobođenja Jugoslavije), équivalent d'un parlement, qui regroupait des représentants des groupes partisans, communistes et non communistes, fut officiellement constitué pour administrer les territoires reconquis par les partisans.
Lorsque Tito fut chassé de Bihać, il créa à Jajce, toujours en Bosnie, un « Comité national de libération », faisant office de gouvernement provisoire.
Les Partisans communistes firent initialement front commun avec les Tchetniks de Draža Mihailović, mais les deux formations résistantes s'affrontèrent ensuite. Quelques unités Tchetniks rejoignirent les rangs collaborateurs, ce que les Partisans ne vont pas manquer de mettre en exergue pour renforcer leur position dans le mouvement de résistance.
En décembre 42, il y avait encore, selon les mots de Tito, "une immense majorité de Serbes" dans cette Armée de Libération Nationale Yougoslave (ALNY).
Pendant les années 1942-43, le centre de gravité des partisans glissa plus à l'ouest, en Bosnie. Le développement des partisans s'opéra d'abord chez les populations serbes de l'État indépendant de Croatie, du fait des massacres qui y étaient perpétrés (Voir l'article Camp d'extermination de Jasenovac et Front yougoslave de la Seconde Guerre mondiale). Mais comme les partisans ne se livraient pas à des représailles contre les Musulmans et les Croates, ces derniers grossirent peu à peu leurs rangs au fur et à mesure que les Allemands et leurs alliés Oustachis devenaient de plus en plus impopulaires en Yougoslavie. Les Partisans avaient comme avantage de ne pas baser leur militantisme sur la défense de l'identité ethnique, ce qui leur permit d'attirer progressivement des membres d'autres communautés que les Serbes.
La direction des Partisans avait pour programme la création d'une Yougoslavie fédérale, respectueuse des différentes nationalités yougoslaves.

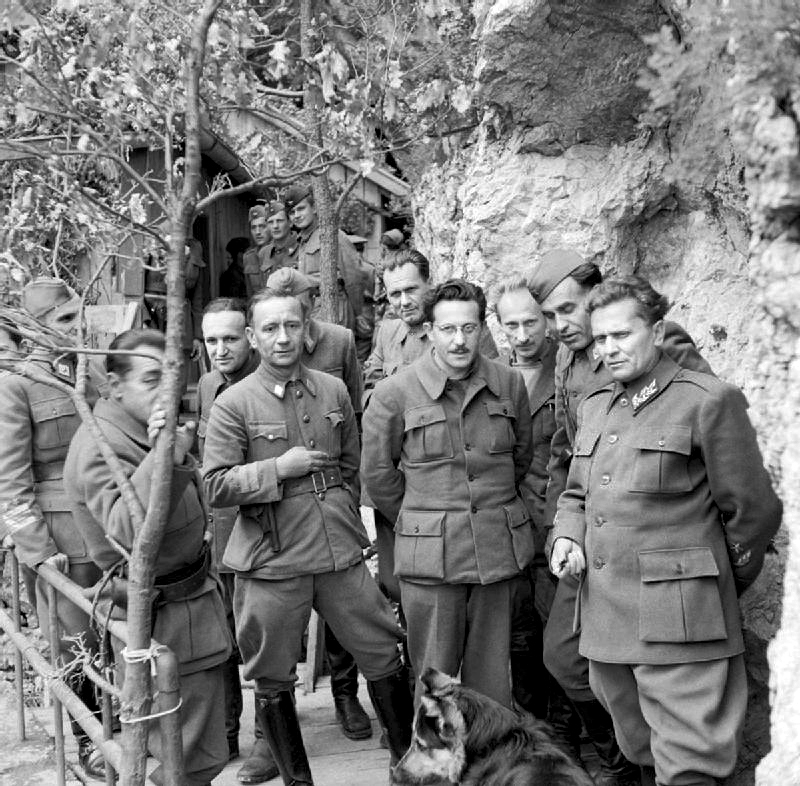
Tito (à droite) et d'autres officiers partisans, 1944.

## Soutien des Alliés
Au début de l'insurrection, l'équipement des partisans venait essentiellement des prises de guerre, mais à partir de 1943, les partisans reçurent des armes envoyées par les Britanniques. Du fait du soutien des Alliés à Tito et de leur abandon de Draža Mihailović, certaines unités de Tchetniks se rallièrent à Tito, tandis que d'autres passèrent à la collaboration avec l'occupant. Après la Conférence de Téhéran, à l'instigation de Joseph Staline, les Alliés traitèrent Tito comme le seul partenaire fiable dans la région.
Les Partisans prirent progressivement le contrôle de vastes zones dans la partie ouest de la Yougoslavie, notamment en Croatie où ils réduisirent l'autorité du pouvoir oustachi.

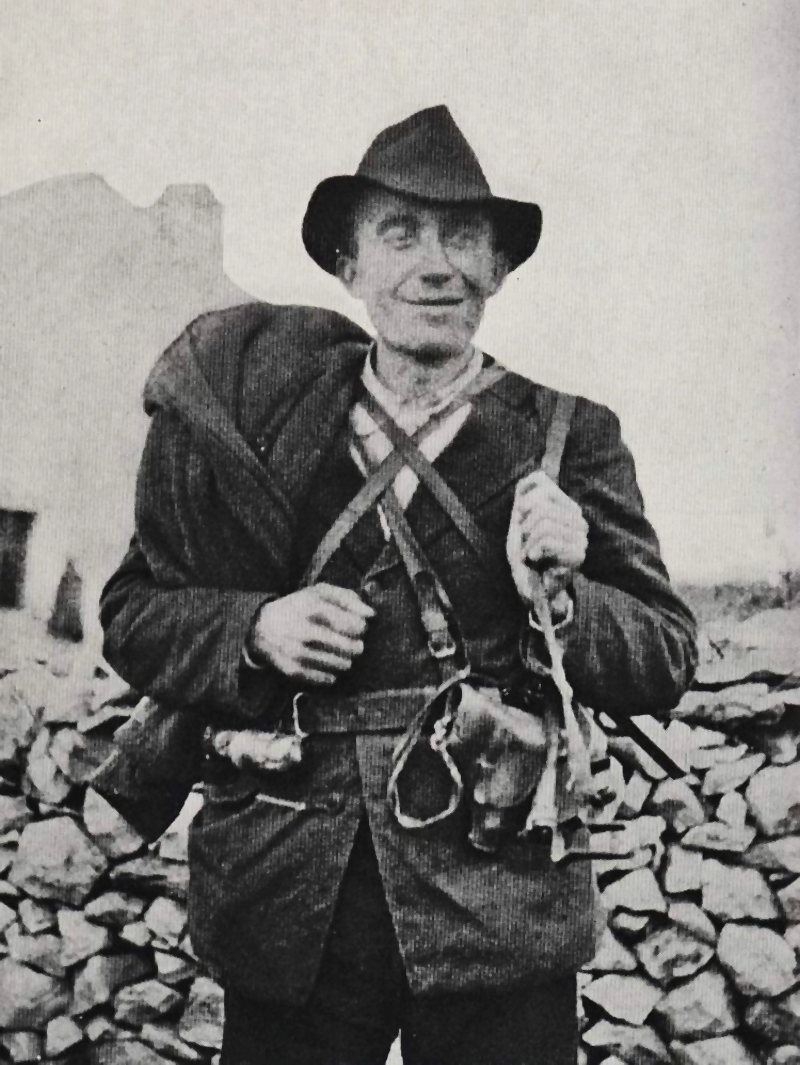
Joakim Rakovac, le partisan titiste « au chapeau ».

Les partisans profitent des recrues qui rejoignent le mouvement de révolte au cours du processus de libération. À Gorski Kotar et en Istrie, Joakim Rakovac dirige plusieurs groupes multiethniques d'antifascistes affiliés à Tito. Rakovac et son groupe sont attaqués dans une embuscade nazie dans l'ouest de l'Istrie, et Rakovac est tué. Cependant, on soupçonne que ce Croate d'Istrie aurait été éliminé par les Titistes en raison de ses initiatives et de son manque de discipline,,,,.
En 1944, le quartier général fut déplacé à Drvar qui fut assiégé par les Allemands en juin de la même année. À ce moment-là, l'armée de Tito ne comprenait pas moins de 300 000 hommes présents dans toutes les régions de Yougoslavie où ils avaient libéré de nombreuses zones.
En juin 1944, le gouvernement en exil du roi Pierre II, reconnu par les Alliés, signa un accord avec le mouvement de Tito, reconnaissant les Partisans comme composante officielle de la résistance yougoslave au même titre que les Tchetniks légitimistes. Le 12 septembre, le roi nomma officiellement Tito comme chef de l'armée yougoslave de l'intérieur. Cette décision fut prise sous la pression de Winston Churchill, lui-même influencé par les « cinq de Cambridge » (Kim Philby, Guy Burgess, Donald Maclean, Anthony Blunt et John Cairncross), chefs du renseignement britannique qui l'avaient convaincu, données biaisées à l'appui, que les Partisans étaient la seule force antifasciste efficace tandis que les Tchetniks auraient été pour la plupart des collaborateurs des nazis, désinformation qui s'explique par le fait que les « Cinq » travaillaient en fait pour Joseph Staline,.
Tito monopolisa ainsi les armes parachutées ou débarquées par les Alliés et les utilisa aussi bien contre les Tchetniks que contre les Allemands. En dépit du massacre des Tchetniks par les communistes, l'une des plus grandes réussites de la résistance yougoslave fut de parvenir à immobiliser de 12 à 20 divisions de l'Axe durant toute la durée de la guerre, handicapant les forces allemandes.
Dans le courant de 1944, les Partisans, désormais armés également par les Soviétiques, passèrent à la contre-attaque en Serbie. En octobre, le gouvernement collaborateur serbe s'effondra. Une grande partie des résistants Tchetniks, ne croyant pas à l'amnistie promise par Tito pour rassurer Churchill, rejoignit directement les Partisans pour former l'Armée de libération nationale. En mars 1945, celle-ci devint l'Armée populaire yougoslave, qui prit en novembre de la même année le nom d'« Armée de la république fédérale populaire de Yougoslavie ».